# Пекшево (Воронежская область)
Пекшево — село в Рамонском районе Воронежской области.
Входит в состав Карачунского сельского поселения.

## История
Село расположено на высоком правом берегу р. Воронеж, севернее Карачуна, за оврагом. Возникло в начале XVII века под названием «деревня Пекишева».Село носило второе название Богоявленское или Ново-Богоявленское. Первая деревянная церковь построена в селе в 1735г. Сегодня в центре села сохранилась небольшая церковь Богоявления, построенная в 1826г. в стиле ампир. Д. Самбикин писал в 1880-е гг.: «Церковь Богоявленская в селе Богоявленском или Пекшево Задонского уезда. Построена в 1826 году на средства помещицы Александры Негаевой. К этой церкви приписана Богословская церковь села Глушицы. Прихожан 270 душ. И в селе Глушицы – 470 душ».В 1859 году в селе в 38 дворах проживало 528 человек. В 1900г. население составляло 608 жителей. Было 90 дворов, 3 общественных здания, 2 ветряные мельницы, 2 рушки, кузница.

## География

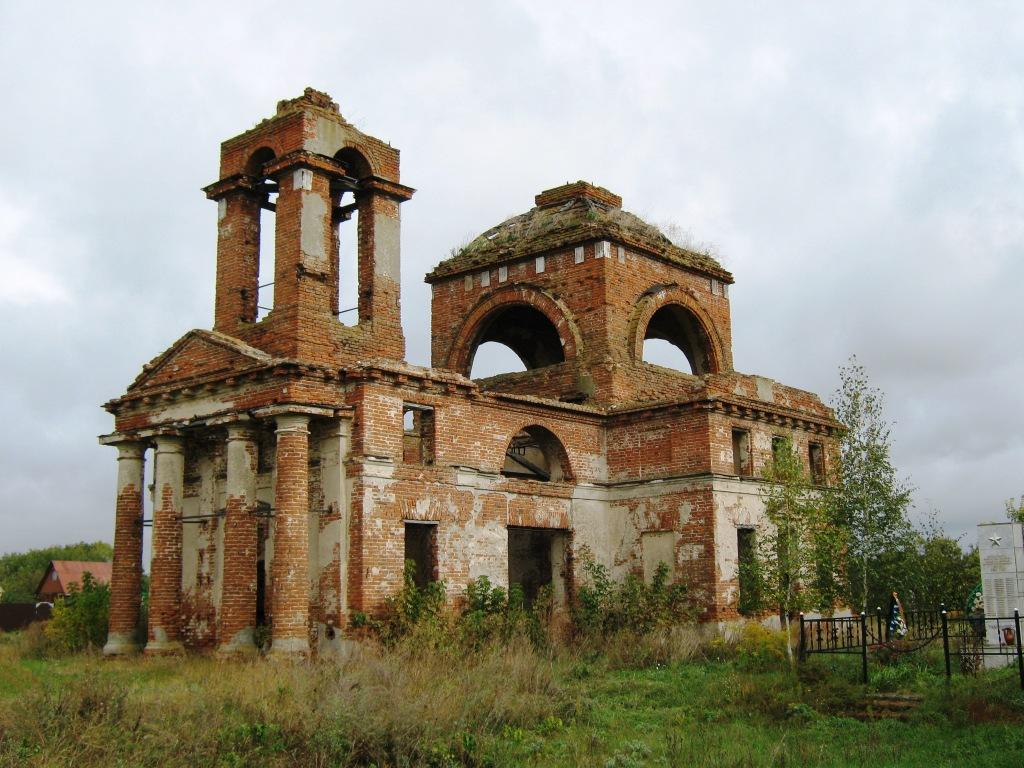
Церковь Богоявления Господня

### Улицы
- ул. Садовая
- ул. Центральная
- пр. Центральный

## Население
| 1859 | 1897 | 2010 |
| ---- | ---- | ---- |
| 528  | ↗542 | ↘9   |